# Mola tecta
Mola tecta (von lat. „tegere“ = verbergen) ist eine großwüchsige Fischart aus der Familie der Mondfische (Molidae). Sie wurde erst im Juli 2017 neu beschrieben. Fundort der Art sind die südliche und südöstliche Küste Australiens (New South Wales, South Australia, Tasmanien und Victoria), die Küste Südafrikas und die Küsten Neuseelands. Sichtungen gibt es auch von der Küste Chiles. Möglicherweise ist Mola tecta in den gemäßigten Meeresgebieten der südlichen Erdhalbkugel weit verbreitet. 2024 gab es einen Fund am Strand von Gearhart, Oregon, USA.

## Merkmale
Mola tecta hat den typischen rundovalen Körper aller Mondfische, mit einem runden Kopfprofil, ohne vorstehende Schnauze. Die bisher vermessenen Exemplare von Mola tecta hatten Körperlängen von 50 bis 242 cm. Im Unterschied zu adulten Mola mola entwickelt Mola tecta keinen Stirnbuckel und auch kein aufgeblähtes, abgerundetes Kinn. Der Körper ist in der Augenregion am breitesten und verjüngt zum Schwanzflossensaum (Scheinschwanzflosse, Pseudocaudale o. Clavus) zusehends. Der an verschiedenen Stellen leicht eingebuchtete Schwanzflossensaum wird durch ein deutlich ausgeprägtes, glattes Band in einen kleineren oberen und einen größeren unteren Abschnitt geteilt. Bei Exemplaren, die größer als 65 cm sind, sind einige der knorpeligen Flossenstrahlen des Schwanzflossensaums mit Knöchelchen besetzt, drei oberhalb des Bandes und vier unterhalb. Bei Mola mola sind 8 bis 9 Flossenstrahlen mit Knöchelchen besetzt und bei Mola alexandrini sind es 14 bis 24. Die Haut von Mola tecta ist elastisch und faltig, die Schuppendichte stark reduziert. Die Schuppen sind konisch mit einer breiten Basis und einer hochragenden, unverzweigten Spitze, die unterschiedlich groß sein kann.
Mola tecta ist grau bis dunkelgrau gefärbt und zeigt auf den Körperseiten ein Muster von weißlichen Flecken.
- Flossenformel: Dorsale 17–18, Anale 16–18, Pectorale 11–13, Caudale 13–15.

## Lebensweise
Mola tecta lebt wahrscheinlich ähnlich wie andere Mondfische als pelagischer Hochseebewohner und fängt seine Beutetiere in größeren Tiefen. Bei Magenuntersuchungen wurden Überreste von Staatsquallen, von Thetys vagina, der größten Salpenart, und von Feuerwalzen (Pyrosoma sp.) gefunden. Alle untersuchten Exemplare wiesen einen starken Parasitenbefall auf, vor allem in den Gedärmen (Bandwürmer) und in der Leber. Laichgründe, Eier, Larven und Jugendstadien sind bisher unbekannt.